# Andrzej Sapkowski
Andrzej Sapkowski, född 21 juni 1948 i Łódź, är en polsk fantasy- och skräckförfattare mest känd för fantasyromanerna Sagan om häxkarlen, även känd som The Witcher.

## Biografi
Han föddes i Lodz, där han fortfarande bor och sedan 9 juli 2008 är hedersmedborgare.  Hans mamma föddes i en by nära Kielce och hans far nära Vilnius. Sapkowski är gift och från sitt första äktenskap hade han sonen, Krzysztof (1972–2019), . Han är ateist. 
Sapkowski avlade sin grundexamen i nationalekonomi och arbetade på ett utrikeshandelsföretag. Han inledde sin litterära karriär som science fiction-översättare.
Sapkowski kom först i kontakt med fantasylitteraturen på 1960-talet genom ”Sagan om ringen” av J.R.R. Tolkien och blev inspirerad att börja skriva i den genren senare i livet
Han har tilldelats Janusz A. Zajdel-priset fem gånger, tre gånger för noveller och dessutom för romanerna Krew Elfów och Narrenturm.
Hans verk har översatts till 20 språk, bl a tjeckiska, ryska, litauiska, tyska, spanska, engelska, finska och svenska.
Baserat på hans verk skapades serietidningen The Witcher (6 nummer 1993–1995), TV-serien The Witcher och ett digitalt kortspel "Gwint". Baserat på Witcher-serien skapades en serie RPG spel (Role playing game-äventyrsspel) för datorer producerade och utgivna av den polska börsnoterade spelstudion CD Projekt RED, som inkluderar: The Witcher (premiär 26 oktober 2007), som Andrzej Sapkowski var konsult för, The Witcher 2: Assassins of Kings (17 maj 2011) och The Witcher 3: Wild Hunt (19 maj 2015).
Under ett författarbesök i Polcona 2016 gjorde Sapkowski en ironisk kommentar om effekterna på försäljningen av CD Projekt RED-spelet och mottagandet av böcker. Spelarna reagerade genom att bojkotta honom. Författaren genmälde att hans böcker, som är utgivna med datorspelsbilder, av vissa läsare uppfattas som de är baserade på datorspel, och inte tvärtom, dvs att datorspelen är baserade på hans böcker. 

## Författarskap

### Sagan om häxkarlen (eller Witcher)
Sagan om häxkarlen eller Witcher, som Bonnierförlagens imprint Gondol kallar bokserien, började som en samling korta noveller, först publicerades i ”Fantastyka”, en polsk science fiction- och fantasytidning.
Den första novellen ”Wiedźmin” (”The Witcher”) skrevs till en tävling som hölls av tidningen, och kom på tredje plats. 
Nu finns sammanlagt åtta böcker om häxkarlen Geralt: två novellsamlingar och sex böcker i en serie. 
Witcher handlar om häxkarlen Geralt av Rivia som försöker hitta sin plats i världen (Kontinenten) där häxor, alver, gnomer och monster successivt trängs undan av människan. Han är inte född med magiska krafter, utan förvärvar dem på en skola vid man vid namn Kaer Morhen. Han är därför sedan barnsben tränad  att slåss mot ondsinta monster. Han reser runt i världens och hjälper människor och framförallt kungligheter mot betalning efter utfört uppdrag.
Han försvarar människor mot det onda i världen och väntar på profetians barn som kommer att ha kraften att antingen rädda eller förgöra dem alla. 
Prinsessan Ciri, som jagas för sitt blod och sina förmågor, är ett centralt tema i böckerna och beskyddas av Geralt som om hon var hans egen dotter. 
Andrzej Sapkowski har i sina böcker om Geralt skapat en fantasyvärld som utspelar sig långt tillbaka i tiden med stora kungar, fattiga bönder och mäktiga magiker, baserad på ett medeltida Centraleuropa. De klassiska fantasyvarelserna blandas med väsen från slavisk mytologi. Kontinentens krig och konflikter är inspirerade av både Polens och Centraleuropas historia.

## Witcher-böckerna
- Novellsamlingen Den sista önskningen: berättelser om Geralt av Rivia (på polska: Ostatnie życzenie), i översättning av Tomas Håkanson, Coltso 2010, ISBN 9789186437107, Gondol förlag 2020, ISBN 9789198616828.
- Novellsamlingen Ödets svärd (på polska: Miecz przeznaczenia), i översättning av Tomas Håkanson, Coltso 2011, ISBN 9789186437190, Gondol förlag 2020, ISBN 9789198616804

1. Alvblod (på polska: Krew elfów), i översättning av David Szybek, Gondol förlag 2020, ISBN 9789198616880
2. Föraktets tid (på polska: Czas pogardy), i översättning av Tomas Håkanson, Gondol förlag 2020, ISBN 9789198616842
3. Elddopet (på polska: Chrzest ognia), i översättning av Lisa Mendoza Åsberg, Gondol förlag 2021, ISBN 9789198616866
4. Svalans torn (på polska: Wieża jaskółki), i översättning av David Szybek, Gondol förlag 2021, ISBN 9789198616897
5. Damen i sjön (på polska: Pani jeziora), i översättning av Irena Grönberg, Gondol förlag 2021, ISBN 9789198616910
6. Ovädrens tid (på polska: Sezon burz), i översättning av Tomas Håkanson, Gondol förlag 2021, ISBN 9789198616934

## Filmatiseringar[9]
Den polska miniserien ”Wiedzmin” (Häxkarlen) baseras på Andrzej Sapkowskis verk  och hade premiär 22 september 2002. Serien består av 13 avsnitt, där huvudrollen Geralt från Rivia (Häxkarlen) spelas av den på den tiden kände polske skådespelaren Michał Żebrowski. Serien fick inget större genomslag.
En mer känd filmatisering av Sagan om Häxkarlen är Netflix TV-serie ”The Witcher” som lanserades år 2020. Sapkowski arbetade en tid som konsult i det projektet. 
Första säsongen består av 8 avsnitt och fokuserar på den muterade monsterjägaren Geralt från Rivia, spelad av Henry Cavill, som blir involverad i händelser avgörande för världens öde. Häxkarlens öde vävs samman med häxan Yennefer av Vangerberg, spelad av Anya Chalotra och den unga prinsessan Cirilla, kallad Ciri, spelad av Freya Allan.
Andra säsongen hade premiär 17 december 2021 och består av 8 avsnitt.

## Priser och utmärkelser
- 1996: European Science Fiction Society Hall of Fame: författare[11]
- 1997: Politykas pass - Priset utdelas varje år av den polska tidskriften Polityka till artister som har starka utsikter för internationell framgång [12]
- 2009: David Gemmell Legend Award [13]
- 2010: European Science Fiction Society, hederspriset "European Grand Master"[14]
- 2012: Gloria Artis, silvermedalj, Kulturdepartamentet – Republiken Polen [15]
- 2016: World Fantasy Award, Life Achievement för Sagan om häxkarlen[16]